# Eastern Distributor
Der Eastern Distributor ist eine Stadtautobahn im Zentrum von Sydney im Osten des australischen Bundesstaates New South Wales. Er verbindet den Southern Cross Drive in Kensington mit dem Cahill Expressway in Wooloomooloo. Somit verbindet er zusammen mit seinen Anschlüssen den Kingsford Smith International Airport mit der Innenstadt. Richtung Norden ist die Straße mautpflichtig Mautstellen befinden sich am Straßenanfang in Wooloomooloo und an der William Street. Seit Juli 2012 beträgt die Maut für PKWs und Motorräder AU-$ 6,00 und für andere Fahrzeuge (LKWs, Busse) AU-$ 12,00. 2048, wenn der Vertrag mit der Airport Motorway Ltd. ausläuft, wird die Maut wegfallen.

## Verlauf
Der Eastern Distributor beginnt im südöstlichen Vorort Kensington als Fortsetzung des Southern Cross Drive (Met-1). Die Stadtautobahn führt nach Norden an der Westgrenze des Moore Park entlang. An dessen nördlichem Ende mündet der Anzac Drive ein. Von dort bis fast zu ihrem Endpunkt in Wooloomooloo verläuft die Straße in einem Graben und in Tunneln, durch Darlinghurst und zum Anschluss der William Street (oberirdisch) und des Cross-City-Tunnels (S76) (unterirdisch) im westlichen Kings Cross. An der  Cathedral Street endet der Tunnel und der Eastern Distributor legt die letzten 500 m bis zum Cowper Wharf Roadway beim Park The Domain zurück, wo er in den Cahill Expressway (Met-1) übergeht.

## Geschichte
Erstmals sprach man von der Notwendigkeit einer östlichen Verteilungsstraße etwa 1951. Aber es dauerte bis zur Machtübernahme der Labor Party in Australien unter Bob Carr, bis man mit dem Projekt wirklich begann.
Mit seinen 6 km Länge entstand der Eastern Distributor als Verbindung der Innenstadt von Sydney mit dem schon existierenden Southern Cross Drive. Er sollte die Verkehrsstauungen zwischen Innenstadt und Flughafen vermindern. Beim Bau, der von Leighton für die Airport Motorway Ltd. durchgeführt wurde, waren 5.000 Arbeiter eingesetzt. Somit wurde der Eastern Distributor privat finanziert und wird auch privat betrieben, nämlich durch Transurban. Der Staat übernahm die Planung, die Unterstützung des Betreibers und das Management. Die Autobahn kostete AU-$ 730 Mio. und wurden am 19. Dezember 1999 eröffnet, wobei der Anschluss an die William Street erst am 23. Juli 2000, gerade rechtzeitig zum Beginn der Olympischen Spiele dem Verkehr übergeben wurde. 48 Jahre lang wird die Straße in privater Hand bleiben und fällt dann am 23. Juli 2048 an den Bundesstaat New South Wales.
Zwei Subunternehmer begannen im Januar 1996 mit dem Bau des Tunnels für die Fahrtrichtung Norden, jeder an einem Ende in Wooloomooloo, bzw. in Surry Hills. Sieben Bohrköpfe wurden eingesetzt, wobei die Decke mit Zugankern und Flüssigbeton stabilisiert wurde. Am 4. Dezember 1998 erfolgte der Durchbruch in der Mitte, 30 m unter dem Taylor Square. Die eigentlichen Bauarbeiten begannen im August 1997 und im März 1999 waren die Erdarbeiten beendet. 400.000 m³ Erde und Fels, meist Hawkesbury-Sandstein – entsprechend 40.000 LKW-Ladungen – wurden ausgehoben.
Der wichtigste Teil des Projektes ist der 1,7 km lange Tunnel unter einer der am dichtesten besiedelten Stadtgebiete Australiens, der durch den sechsspurigen Ausbau im bestehenden Straßenkorridor nötig wurde. Die Anordnung von jeweils drei Fahrspuren nebeneinander und den beiden Richtungsfahrbahnen übereinander führte zur Notwendigkeit eines einzügigen Tunnels. Auf halber Höhe wurde eine vorgespannte Fertigbetondecke eingezogen, auf der der nach Norden führende Tunnel aufliegt. Der Tunnel Richtung Süden liegt darunter. So musste nur eine Tunneldecke zusammen mit den Wänden gebaut werden.

## Kreuzungen und Anschlüsse
| Anschlüsse Richtung Norden                                                                | Entfernung zum Stadtzentrum Sydney (km) | Entfernung zum Kingsford Smith International Airport (km) | Anschlüsse Richtung Süden                                                           |
| Ende Eastern Distributor weiter als Cahill Expressway nach Hornsby / Newcastle / Brisbane | --                                      | 11                                                        | Beginn Eastern Distributor vom Cahill Expressway                                    |
| MAUTSTELLE                                                                                | --                                      | 11                                                        | Cathedral Street                                                                    |
| TUNNELAUSGANG                                                                             | --                                      | 11                                                        | Paddington, Stadtzentrum von Sydney William Street                                  |
| Stadtzentrum von Sydney, Paddington William Street                                        | 3,5                                     | 10,5                                                      | TUNNELEINGANG                                                                       |
| Stadtzentrum von Sydney, Parramatta Cross-City-Tunnel                                     | 3,5                                     | 10,5                                                      | TUNNELEINGANG                                                                       |
| keine Ausfahrt                                                                            | 4,5                                     | 9.5                                                       | Randwick, La Perouse Anzac Parade Moore Park Road                                   |
| TUNNELEINGANG                                                                             | 5                                       | 9                                                         | TUNNELAUSGANG                                                                       |
| BEGINN MAUTSTRECKE                                                                        | 6                                       | 8                                                         | zur Lachlan Street über Waterloo Dacey Avenue South Dowling Street                  |
| zur Cleveland Street über Surry Hills South Dowling Street                                | 6                                       | 8                                                         | zur Lachlan Street über Waterloo Dacey Avenue South Dowling Street                  |
| TUNNEL                                                                                    | --                                      | --                                                        | TUNNEL                                                                              |
| Waterloo, Moore Park South Dowling Street                                                 | 8.5                                     | 5,5                                                       | keine Ausfahrt                                                                      |
| Kensington, Zetland Link Road                                                             | 9                                       | 5                                                         | Ende Eastern Distributor weiter als Southern Cross Drive nach Wollongong / Canberra |
| Beginn Eastern Distributor weiter vom Southern Cross Drive                                | 9                                       | 5                                                         | Ende Eastern Distributor weiter als Southern Cross Drive nach Wollongong / Canberra |